# 小川温泉 (埼玉県)
小川温泉（おがわおんせん）は、埼玉県比企郡小川町にある温泉。花和楽（かわら）の湯と呼ばれる。

## 泉質
- 強アルカリ単純温泉[1]
  - 源泉温度 : 27.8℃
  - 湧出量 : 毎分100リットル
  - PH : 10.1

### 効能
- 神経痛関節痛、五十肩、肉体疲労回復、美肌など。

※効能はその効果を万人に保証するものではない

## 温泉街

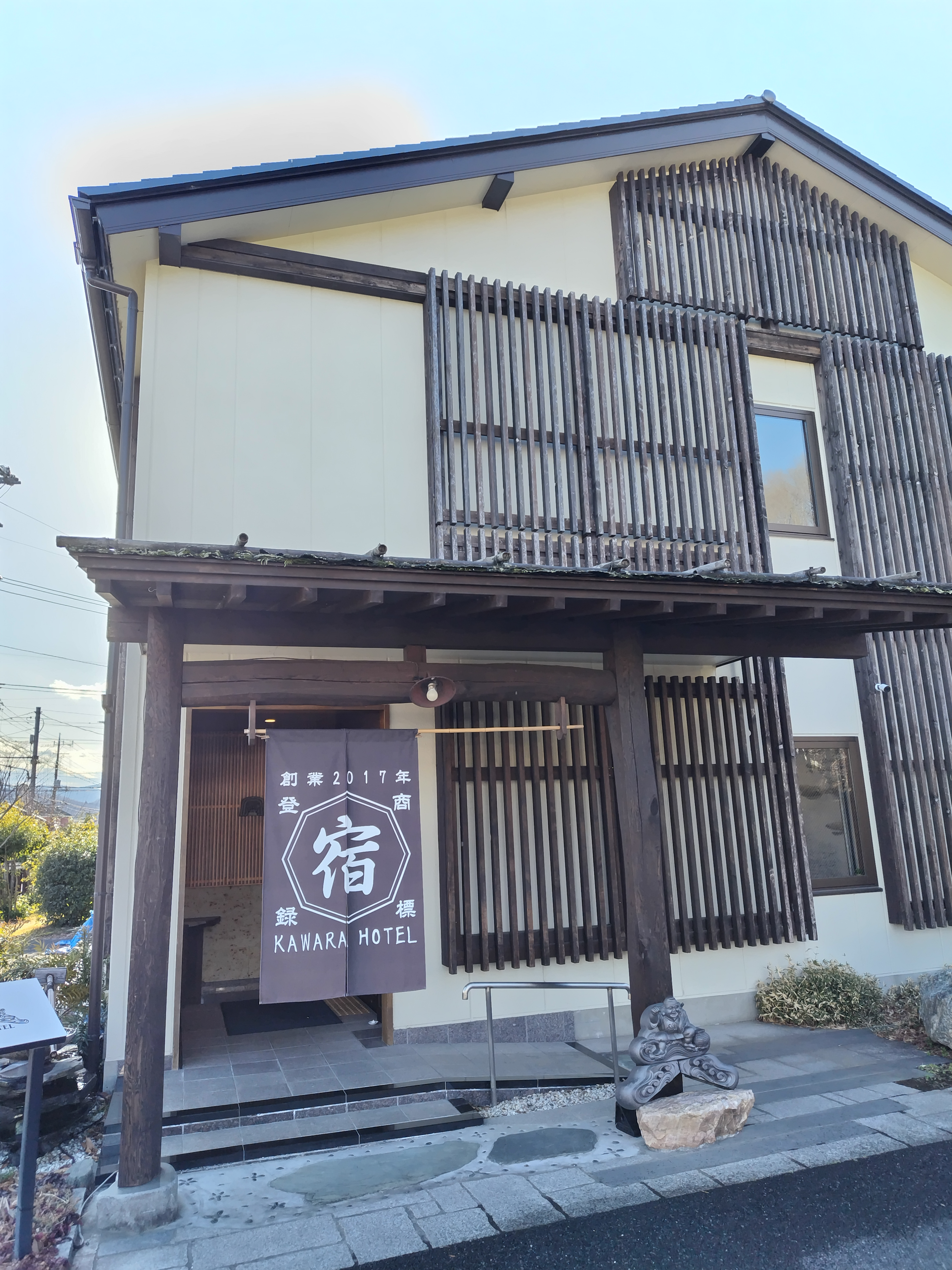
カワラホテル

- 小川赤十字病院近くの 山麓の住宅街にある一軒湯。花和楽の湯は、2004年の開業当初は「泊まれない旅館」をコンセプトとしていたが、周囲のゴルフ場や自動車関連産業の宿泊需要に応え、2016年12月に敷地内に客室数30室の「カワラホテル」をオープンした[2]。一部プランを除き、宿泊客はチェックイン日の午前10時からチェックアウト日の22時まで花和楽の湯を利用できる。花和楽の湯は、滑川町にも「なめがわ温泉 花和楽の湯」を営業していたが2018年に休館。2022年9月に、新宿歌舞伎町のテルマー湯の系列店「グランピング テルマー湯 滑川店」として再オープンした[3]。

### 風呂の種類
- 大浴場、岩盤浴、露天風呂、寝湯、サウナ、水風呂、うたた寝処、食事処など時間無制限で利用できる。 ただし貸し切り家族風呂は別料金で2時間単位。有料手もみ処もある。

## 歴史
- 2004年4月に瓦工場の跡地にボーリングして成功した。

## アクセス
- 自動車
  - 関越自動車道 嵐山小川ICから約5分
- 鉄道
  - 東武東上線・JR東日本八高線小川町駅下車約8分